# Sieć mniejsza

Narządy jamy brzusznej człowieka z zaznaczoną siecią mniejszą

Sieć mniejsza (łac. omentum minus) – dwulistkowy (dwublaszkowy) fałd otrzewnej będący pozostałością krezki dobrzusznej (brzusznej) u kręgowców. U ssaków rozpięta jest między powierzchnią trzewną wątroby a krzywizną mniejszą żołądka i początkową częścią dwunastnicy. Rozróżnia się w niej dwie części – część dochodzącą do żołądka, nazywaną więzadłem wątrobowo-żołądkowym i część dochodzącą do dwunastnicy (więzadło wątrobowo-dwunastnicze).

## Sieć mniejsza człowieka
U człowieka sieć mniejsza wywodzi się z tylnego odcinka występującej u płodu krezki brzusznej. Po ukończeniu rozwoju jest rozpięta w płaszczyźnie czołowej, łącząc ze sobą część powierzchni trzewnej wątroby (wzdłuż wnęki wątroby i szczeliny więzadła żylnego) z końcowym odcinkiem przełyku (jego częścią brzuszną), krzywizną mniejszą żołądka i początkowym odcinkiem dwunastnicy.
Wyodrębnia się w niej trzy części: górną, środkową i dolną. Części górna i środkowa, łączące wątrobę z przełykiem i żołądkiem, stanowią więzadło wątrobowo-żołądkowe (łac. ligamentum hepatogastricum), którego część łączącą się z przełykiem wydziela się czasem jako więzadło wątrobowo-przełykowe (łac. ligamentum hepatoesophageum). Część górna jest zbita (łac. pars densa), natomiast środkowa bardzo wiotka (łac. pars flaccida) i przeświecająca (można przez nią zobaczyć guz sieciowy trzustki i płat ogoniasty wątroby). Dolna część, łącząca się z dwunastnicą (stanowiąca więzadło wątrobowo-dwunastnicze, łac. ligamentum hepatoduodenale) jest znowu gruba, a jej prawy brzeg jest na ogół wolny, stanowiąc otwór sieciowy, łączący właściwą jamę otrzewnej z torbą sieciową. Czasami jednak ten brzeg jest zlepiony z położonymi za nim strukturami, całkowicie zamykając torbę sieciową. Sieć mniejsza tworzy przednie ograniczenie przedsionka torby sieciowej.
Wewnątrz części dolnej sieci mniejszej leży przewód żółciowy wspólny, na lewo od niego tętnica wątrobowa właściwa (wraz z naczyniami chłonnymi i nerwami), a z tyłu pomiędzy nimi żyła wrotna wątroby. W części środkowej biegną włókna lewego nerwu błędnego. Żyły żołądkowe (prawa i lewa) i tętnice żołądkowe (prawa i lewa), położone w okolicy krzywizny mniejszej żołądka, również znajdują się w sieci mniejszej, między jej listkami.